# 모트 맥도널드
모트 맥도널드 그룹(Mott MacDonald Group)은 영국 크로이든에 본사를 둔 건설/토목 회사이다. 1989년 교통 시설 엔지니어링에 역량을 갖고 있던 모트, 헤이 앤드 앤더슨(Mott, Hay and Anderson)사와 물 관련 토목 공사에 일가견이 있던 서 엠 맥도널드 & 파트너스(Sir M MacDonald & Partners)사가 합병하여 설립한 회사이다. 이후 모트 맥도널드는 글로벌 규모의 통합 엔지니어링 및 경영, 개발 컨설턴트 서비스를 제공하고 있다.
현재 전 세계적으로 1만 2000여 명 이상의 직원을 두고 있다. 건설, 교통, 의료, 교육 등의 분야에 진출해 있다.

## 최근 수상 기록
- 영국 선데이 타임즈 지 / 2007년도 최고의 대기업 20개 - 모트 맥도널드는 "일하기 좋은" 대기업 중 11위를 차지했다.
- 2007년도 더 선데이 타임즈 KPMG 탑 트랙 100 - 모트 맥도널드는 2007년 탑 트랙 100(영국의 100대 사기업) 중 61위를 차지했다.
- 2007년도 공/사 금융 상 – 최고의 기술 조언
- 2007년도 영국 전문가 상 – 토목 공학 부문 비쥬얼라이제이션 및 시뮬레이션 부문 수상
- 2006년도 영국 전문가 상(British Expertise Awards 2006) – 올해의 연합 거대 컨설턴트 사
- 2006년도 시민 신뢰 상(Civic Trust Awards 2006) – 시민 신뢰 상
- 2006년도 국제 에너지 협회 상 – 국제 백금상(International Platinum Awards)
- 2006년도 QS 뉴스 상 – 최고의 전문 M&E 원가 컨설턴트 상